# Greg Bryk
Greg Michael Bryk (Winnipeg, 19 agosto 1972) è un attore canadese.

## Biografia
Ha iniziato a recitare al cinema nel 1998, recitando soprattutto in film thriller d'azione come Shoot 'Em Up - Spara o muori!. Padre di tre figli, ha recitato nella serie TV Netflix  Frontiera e ha interpretato l’antagonista principale Joseph Seed nel videogioco Far Cry 5.
Nel 2023 appare in Star Trek: Strange New Worlds, ottava serie live action del franchise di fantascienza Star Trek, in cui interpreta lo scienziato orioniano Harr Caras, capitano del vascello scientifico D'Var, nell'episodio della seconda stagione, Tutti onorati scienziati (Those Old Scientists).

## Filmografia parziale

### Attore

#### Cinema
- A History of Violence, regia di David Cronenberg (2005)
- Shoot 'Em Up - Spara o muori! (Shoot 'Em Up), regia di Michael Davis (2007)
- Saw V, regia di David Hackl (2008)
- Dolan's Cadillac, regia di Jeff Beesley (2009)
- Saw 3D - Il capitolo finale, regia di Kevin Greutert (2010)
- Immortals, regia di Tarsem Singh (2011)
- Far Cry 5 Inside Eden’s Gate, regia di Barry Battles – cortometraggio (2018)
- Ad Astra, regia di James Gray (2019)
- Code 8, regia di Jeff Chan (2019)
- La Società Segreta dei Principi Minori (Secret Society of Second-Born Royals), regia di Anna Mastro (2020)
- My Spy, regia di Peter Segal (2020)

#### Televisione
- Relic Hunter – serie TV, episodio 1x20 (2000)
- ReGenesis – serie TV, 50 episodi (2004-2008)
- XIII - Il complotto (XIII: The Conspiracy), regia di Duane Clark – film TV (2008)
- Happy Town – serie TV, 3 episodi (2010)
- Aaron Stone – serie TV, 6 episodi (2010)
- XIII (XIII: The Series) – serie TV, 24 episodi (2011-2012)
- Bitten – serie TV, 33 episodi (2014-2016)
- The Expanse – serie TV, 4 episodi (2015-2016)
- Frontiera (Frontier) – serie TV, 18 episodi (2016-2018)
- Terrore al 55º piano (High-Rise Rescue), regia di Robert Vaughn – film TV (2017)
- Mary Kills People – serie TV, 6 episodi (2017)
- The Handmaid's Tale – serie TV, 3 episodi (2018)
- Channel Zero – serie TV, 4 episodi (2018)
- V Wars – serie TV, 5 episodi (2019)
- Jett - Professione ladra (Jett) – serie TV, episodi 1x01-1x08-1x09 (2019)
- The Wilds – serie TV, 3 episodi (2020)
- Departure - serie TV, 5 episodi (2021)
- Il simbolo perduto (The Lost Symbol) - serie TV (2021)
- Star Trek: Strange New Worlds - serie TV, episodio 2x07 (2023)
- Alert: Missing Persons Unit - serie TV, episodio 2x08 (2024)

### Doppiatore
- Far Cry 5 – videogioco (2018)
- Far Cry New Dawn – videogioco (2019)

## Doppiatori italiani
Nelle versioni in italiano delle opere in cui ha recitato, Greg Bryk è stato doppiato da:
- Edoardo Stoppacciaro in XIII - Il complotto, XIII
- Marcello Cortese in The Handmaid's Tale, The Wilds
- Andrea Lavagnino in Alert: Missing Persons Unit, Reacher
- Vittorio De Angelis in A History of Violence
- Fabrizio Manfredi in Shoot 'Em Up - Spara o muori!
- David Chevalier in Saw V
- Donato Sbodio in Dolan's Cadillac
- Luca Ghignone in Bitten
- Massimo Lodolo in The Expanse
- Sacha Pilara in Frontiera
- Alessio Cigliano in Terrore al 55º piano
- Oliviero Cappellini in Mary Kills People
- Guido Di Naccio in Ad Astra
- Matteo De Mojana in Wynonna Earp
- Francesco Cavuoto in Condor
- Riccardo Peroni in Code 8
- Alberto Bognanni in Code 8 (ridoppiaggio)
- Giorgio Borghetti in V Wars
- Christian Iansante in Jett - Professione ladra
- Stefano Thermes in My Spy
- Massimo De Ambrosis in Titans
- Domenico Strati in Departure
- Simone D'Andrea in Star Trek: Strange New Worlds

Da doppiatore è sostituito da:
- Luca Ghignone in Far Cry 5, Far Cry New Dawn